# Wszyscy ludzie króla (film 1971)
Wszyscy ludzie króla (ros. Вся королевская рать, Wsia korolewskaja rat) – radziecki dramat filmowy (miniserial telewizyjny) na podstawie powieści Roberta Penna Warrena Gubernator (All the King's Men) o niszczącej naturze władzy.

## Obsada
- Gieorgij Żżonow jako Willie Stark
- Michaił Kozakow jako Jack Burden
- Rostisław Platt jako Sędzia Irwin
- Oleg Jefriemow jako Adam Stanton
- Alla Diemidowa jako Anne Stanton
- Tatjana Ławrowa jako Sadie Burke
- Boris Iwanow jako Tiny Duffy
- Walentina Kalinina jako Pani Lucy Stark
- Aleksandra Klimowa jako Pani Burden
- Lew Durow jako Sugar Boy
- Walerij Chlewinskij jako Tom Stark
- Anatolij Papanow jako ojciec Jacka
- Jewgenij Jewstigneew jako Larson
- Jewgenij Kuzniecow jako Doktor Bland
- Ada Wójcik jako Pani Littlepaugh
- Stepan Birillo jako Hugh Miller
- Sergej Cejc jako Byram White